# Орич
Орич (хорв. Orič) — населений пункт у Хорватії, в Істрійській жупанії у складі громади Пичан.

## Населення
Населення за даними перепису 2011 року становило 151 осіб.
Динаміка чисельності населення поселення:

## Клімат
Середня річна температура становить 12,77 °C, середня максимальна – 26,31 °C, а середня мінімальна – -1,30 °C. Середня річна кількість опадів – 1010 мм.
| Клімат поселення                              | Клімат поселення | Клімат поселення | Клімат поселення | Клімат поселення | Клімат поселення | Клімат поселення | Клімат поселення | Клімат поселення | Клімат поселення | Клімат поселення | Клімат поселення | Клімат поселення | Клімат поселення |
| Показник                                      | Січ.             | Лют.             | Бер.             | Квіт.            | Трав.            | Черв.            | Лип.             | Серп.            | Вер.             | Жовт.            | Лист.            | Груд.            |                  |
| Середній максимум, °C                         | 9,52             | 10,32            | 13,10            | 16,68            | 21,62            | 25,62            | 26,31            | 25,75            | 21,10            | 16,80            | 11,96            | 8,99             |                  |
| Середня температура, °C                       | 4,10             | 4,90             | 7,67             | 11,28            | 16,20            | 20,20            | 22,64            | 22,07            | 17,44            | 13,13            | 8,27             | 5,31             |                  |
| Середній мінімум, °C                          | −1,3             | −0,52            | 2,26             | 5,85             | 10,77            | 14,78            | 18,96            | 18,39            | 13,76            | 9,45             | 4,60             | 1,63             |                  |
| Норма опадів, мм                              | 78               | 64               | 73               | 79               | 69               | 81               | 58               | 84               | 92               | 115              | 122              | 95               |                  |
| Середньомісячна швидкість вітру, м/с          | 2.34             | 2.60             | 2.73             | 2.67             | 2.40             | 2.29             | 2.26             | 2.26             | 2.28             | 2.49             | 2.62             | 2.54             |                  |
| Середньомісячна сонячна радіація, кДж/м²·день | 4533             | 7412             | 10675            | 15153            | 19374            | 21060            | 21815            | 18987            | 14092            | 9092             | 4972             | 3855             |                  |
| --------------------------------------------- | ---------------- | ---------------- | ---------------- | ---------------- | ---------------- | ---------------- | ---------------- | ---------------- | ---------------- | ---------------- | ---------------- | ---------------- | ---------------- |
| Джерело:                                      |                  |                  |                  |                  |                  |                  |                  |                  |                  |                  |                  |                  |                  |